# Jordi Sánchez (attore)
Jordi Sánchez Zaragoza (Barcellona, 13 maggio 1964) è un attore spagnolo.

## Filmografia parziale

### Cinema
- Mi hermano del alma, regia di Mariano Barroso (1994)
- El perquè de tot plegat, regia di Ventura Pons (1995)
- Susanna, regia di Antonio Chavarrías (1996)
- Krámpack, regia di Cesc Gay (2000)
- En la ciudad, regia di Cesc Gay (2003)
- Excuses!, regia di Joel Joan (2003)
- En fuera de juego, regia di David Marqués (2011)
- Ahora o nunca, regia di Maria Ripoll (2015)
- Corpo d'élite (Cuerpo de élite), regia di Joaquín Mazón (2016)
- No culpes al karma de lo que te pasa por gilipollas, regia di Maria Ripoll (2016)
- Señor, dame paciencia, regia di Álvaro Díaz Lorenzo (2017)
- Formentera Lady, regia di Pau Durà (2018)
- El mejor verano de mi vida, regia di Dani de la Orden (2018)
- Bajo el mismo techo, regia di Juana Macías (2019)
- 7 raons per fugir, registi vari (2019)
- Si yo fuera rico, regia di Álvaro Fernández Armero (2019)
- Hasta que la boda nos separe, regia di Dani de la Orden (2020)
- Superagente Makey, regia di Alfonso Sánchez (2020)
- Ni de coña, regia di Fernando Ayllón (2020)
- García y García, regia di Ana Murugarren (2021)
- HollyBlood, regia di Jesús Font (2022)
- Alimañas, regia di Pep Anton Gómez e Jordi Sánchez (2023)

### Televisione
- Plats bruts - serie TV, 73 episodi (1999-2002)
- Excuses! - film TV (2003)
- L'un per l'altre - serie TV, 39 episodi (2003-2005)
- Divinos - serie TV, 9 episodi (2006)
- Clara Campoamor - La donna dimenticata (Clara Campoamor. La mujer olvidada) - film TV (2011)
- La caccia. Monteperdido (La caza) - serie TV, 8 episodi (2019)
- Señor, dame paciencia - serie TV, 8 episodi (2022)
- Entrevías - serie TV, 8 episodi (2022)
- La que se avecina - serie TV, 186 episodi (2007-2023)